# Ліндсей Дурлакер
Ліндсей Дурлакер (англ. Lindsey Durlacher; нар. 14 вересня 1974, Еванстон, штат Іллінойс — 4 червня 2011, Денвер, штат Колорадо) — американський борець греко-римського стилю, бронзовий призер чемпіонату світу, дворазовий срібний та бронзовий призер Панамериканських чемпіонатів, срібний призер Панамериканських ігор.

## Життєпис
Боротьбою почав займатися з 1985 року.
Виступав за Атлетичний клуб Нью-Йорка. Тренери — Марк Джонсон, Момір Петкович, Шоун Шелдон. Він переміг на відкритому чемпіонаті США 2006 року і був п'ятиразовим срібним призером цих змагань.
Провів три поєдинки у змішаних єдинобоствах, в яких здобув дві перемоги та зазнав однієї поразки.
Після завершення спортивної кар'єри займався тренерською діяльністю.
Помер уранці 4 червня 2011 року в себе вдома в Денвері, штат Колорадо, відновлюючись після операції, що була зроблена за три дні до цього. У лютому цього ж року він пошкодив груднину, потрапивши в аварію на снігоході.

## Спортивні результати на міжнародних змаганнях

### Виступи на Чемпіонатах світу
| Змагання                        | Збірна | Вагова категорія                 | Місце  |
| ------------------------------- | ------ | -------------------------------- | ------ |
| Чемпіонат світу з боротьби 2005 | США    | греко-римська боротьба, до 55 кг | 18     |
| Чемпіонат світу з боротьби 2006 | США    | греко-римська боротьба, до 55 кг | Бронза |
| Чемпіонат світу з боротьби 2007 | США    | греко-римська боротьба, до 55 кг | 5      |

### Виступи на Панамериканських чемпіонатах
| Змагання                                   | Збірна | Вагова категорія                 | Місце  |
| ------------------------------------------ | ------ | -------------------------------- | ------ |
| Панамериканський чемпіонат з боротьби 2003 | США    | греко-римська боротьба, до 55 кг | Срібло |
| Панамериканський чемпіонат з боротьби 2006 | США    | греко-римська боротьба, до 55 кг | Срібло |
| Панамериканський чемпіонат з боротьби 2010 | США    | греко-римська боротьба, до 55 кг | Бронза |

### Виступи на Панамериканських іграх
| Змагання                  | Збірна | Вагова категорія                 | Місце  |
| ------------------------- | ------ | -------------------------------- | ------ |
| Панамериканські ігри 2007 | США    | греко-римська боротьба, до 60 кг | Срібло |

### Виступи на Кубках світу
| Змагання                    | Збірна | Вагова категорія                 | Місце |
| --------------------------- | ------ | -------------------------------- | ----- |
| Кубок світу з боротьби 2003 | США    | греко-римська боротьба, до 55 кг | 7     |
| Кубок світу з боротьби 2007 | США    | греко-римська боротьба, до 55 кг | 5     |
| Кубок світу з боротьби 2008 | США    | греко-римська боротьба, до 55 кг | 5     |

### Виступи на інших змаганнях
| Змагання                               | Збірна | Вагова категорія                 | Місце  |
| -------------------------------------- | ------ | -------------------------------- | ------ |
| Гран-прі Німеччини з боротьби 1996     | США    | вільна боротьба, до 52 кг        | 9      |
| Міжнародний меморіал Дейва Шульца 2002 | США    | греко-римська боротьба, до 55 кг | Золото |
| Міжнародний меморіал Дейва Шульца 2003 | США    | греко-римська боротьба, до 55 кг | 4      |
| Гран-прі Німеччини з боротьби 2003     | США    | греко-римська боротьба, до 55 кг | 9      |
| Міжнародний меморіал Дейва Шульца 2004 | США    | греко-римська боротьба, до 55 кг | Срібло |
| Міжнародний меморіал Дейва Шульца 2005 | США    | греко-римська боротьба, до 55 кг | Бронза |
| Міжнародний меморіал Дейва Шульца 2006 | США    | греко-римська боротьба, до 55 кг | Золото |
| Міжнародний меморіал Дейва Шульца 2007 | США    | греко-римська боротьба, до 55 кг | Золото |